# L'Huissier (téléfilm)
Pour la nouvelle, voir L'Huissier.
L'Huissier est un téléfilm français, adapté d'une nouvelle de Marcel Aymé, réalisé par Pierre Tchernia, diffusé le 3 janvier 1991 sur Antenne 2.

## Synopsis
Maître Malicorne, huissier de justice, est toujours exact dans l'exercice de ses fonctions. Le travail ne lui manque pas, ce dont il se réjouit. Il accumule les saisies et les expulsions sans la moindre pitié. Son principal client est un riche propriétaire nommé Gorgerin qui "aime" les pauvres car ils sont plus faciles à pressurer. La nuit suivant un trop abondant repas, Malicorne décède et se retrouve devant saint Pierre. Celui-ci lui fait goûter un liquide amer : les larmes des veuves et des orphelins expulsés. Choqué par l'indifférence de l'huissier aux malheurs qu'il a causés, saint Pierre décide de l'envoyer en enfer. L'huissier, très procédurier, affirme que l'on ne peut lui reprocher sa conscience professionnelle et fait appel, avec pour défenseur Saint Yves, patron des pauvres et des hommes de loi. Dieu tranche : Malicorne obtient un sursis et devra retourner sur Terre pour tenter de gagner son paradis. Revenu à la vie, l'huissier se répand en largesses... fort intéressées ! Tous les dons sont soigneusement notés dans un carnet. Il est si généreux que l'on commence à dire : "Bon comme un huissier !"
Un jour, dans une modeste mansarde, Malicorne, pour la première fois sincèrement choqué par la grossière cupidité de Gorgerin, prend la défense de la locataire pauvre contre le propriétaire. Gorgerin stupéfait s'affole et tire sur Malicorne qui meurt et se retrouve devant la porte du paradis. Que va décider saint Pierre ?

## Fiche technique
- Réalisateur : Pierre Tchernia
- Scénario : Jean-Claude Grumberg, d'après la nouvelle éponyme de Marcel Aymé
- Musique : Gérard Calvi
- Dates de diffusion : le 2 février 1996 sur TF1.
- Durée : 76 minutes.

## Distribution
- Michel Serrault : Me Martin Malicorne
- Judith Magre : Mme Malicorne
- Jean-Paul Roussillon : Gorgerin
- Georges Wilson : Saint Pierre
- Daniel Prévost : Saint Yves
- Maurice Chevit : le tailleur
- Patrice Dozier : Bourrichon
- Rémy Kirch : le percepteur
- Pierre Tornade : le commissaire
- Gérard Caillaud : le médecin
- Dominique Marcas : une locataire
- Antoine Duléry : l'attaché du sous-préfet
- Gérald Denizot :  le bedeau